# 楊剛中
杨刚中，字志行，元朝建康上元县（今江苏省南京市）人。
杨刚中自幼磨砺志节操守，后来担任江东道廉访司照磨，风度凛凛，有值得称道之处。他写文章，奇异深奥简略晦涩，处处师法古人，而不屑用世俗平凡的语言。元明善对他非常赞叹惊异。杨刚中官至翰林待制后去世。著有《霜月集》。